# Robert Lamm
Robert William Lamm (ur. 13 października 1944 w Nowym Jorku) – amerykański muzyk, kompozytor, wokalista oraz autor tekstów.
Urodził się w Brooklynie, ale od piętnastego roku życia mieszkał w Chicago. Uczęszczał do liceum plastycznego, jednak zmienił kierunek nauki i ukończył szkołę muzyczną w Roosevelt University w Chicago, w specjalności teoria muzyki oraz kompozycja. W okresie tym duży wpływ wywarli na nim, poza kompozytorami muzyki poważnej, Ray Charles, Marvin Gaye i Burt Bacharach.
W roku 1967 był jednym z założycieli grupy Chicago, której jest członkiem do dziś, grając na instrumentach klawiszowych oraz komponując charakterystyczne dla grupy utwory, m.in. Does Anybody Really Know What Time It Is?, Beginnings, Questions 67 & 68, Free, 25 Or 6 To 4, Another Rainy Day In New York City, Harry Truman czy Saturday In The Park. Do pierwszych lat 80. był również jednym z podstawowych wokalistów zespołu, dopóki roli tej nie przejął Peter Cetera. Miało to bezpośredni wpływ na zmianę stylu muzycznego Chicago, który zwrócił się w kierunku komercyjnego popu, co nie było zbieżne z wizją Lamma, do tej pory tworzącego muzykę bardziej ambitną oraz piszącego teksty o tematyce politycznej i społecznej.
Robert Lamm nagrał kilka solowych płyt, wydał również w roku 2000 wraz z Gerrym Beckleyem (America) i Carlem Wilsonem (The Beach Boys) album zatytułowany Like A Brother.

## Dyskografia
- 1975 - Skinny Boy
- 1995 - Life Is Good In My Neighborhood
- 1999 - In My Head
- 2003 - Subtlety & Passion
- 2004 - Too Many Voices
- 2005 - Leap of Faith (Robert Lamm Live in New Zealand)
- 2006 - Skinny Boy 2.0
- 2006 - Life Is Good In My Neighborhood 2.0